# Les Contamines-Montjoie
Les Contamines-Montjoie è un comune francese di 1 225 abitanti situato nel dipartimento dell'Alta Savoia della regione dell'Alvernia-Rodano-Alpi.

## Società

### Evoluzione demografica
Abitanti censiti